# Palau de Guevara
El palau de Guevara, també anomenat la Casa de Guevara o de "les columnes", és l'edifici més significatiu de tot el barroc civil de Llorca. Es troba al carrer Lope Gisbert, un dels llocs triats per l'aristocràcia i burgesia llorquina dels segles xviii i xix per establir les seves residències.
La importància d'aquest edifici des del punt de vista històric i artístic li va valer la declaració de Bé d'Interès Cultural (BIC) en 2008. En l'actualitat, s'ha convertit en un dels edificis més emblemàtics i representatius del destacat passat històric de la ciutat de Llorca.
Actualment, l'edifici s'utilitza com a museu i per a activitats culturals, exposicions i visites guiades.

## Història
Pertanyent al mayorazgo dels Guevara, fou construint-se en un període llarg de temps fins a adoptar la seva forma definitiva gràcies a les reformes dutes a terme entre 1691 i 1705 per Joan de Guevara Garcia d'Alcaraz, cavaller de l'Orde de Sant Jaume des de 1689.
En 1691 s'acaba l'escala principal i en 1694 està datada la portada. Desconegut el nom del tracista, encara que s'han barrejat els de Bussy o Caballero entre d'altres, el que sí que és clar és que es va incorporar en ella l'esquema típic dels retables de columnes salomòniques de l'època, substituint les representacions religioses per l'heràldica pròpia de la família.
L'edifici, que ha estat habitat fins fa pocs anys, va ser restaurat l'any 1996 una vegada que la seva última propietària, donya Concepción Sandoval, baronessa de Petrés i Mayals, descendent de la Família Guevara ho donés a l'Ajuntament de Llorca amb el desig que el palau de Guevara complís la funció de museu.

## Arquitectura

### Façana

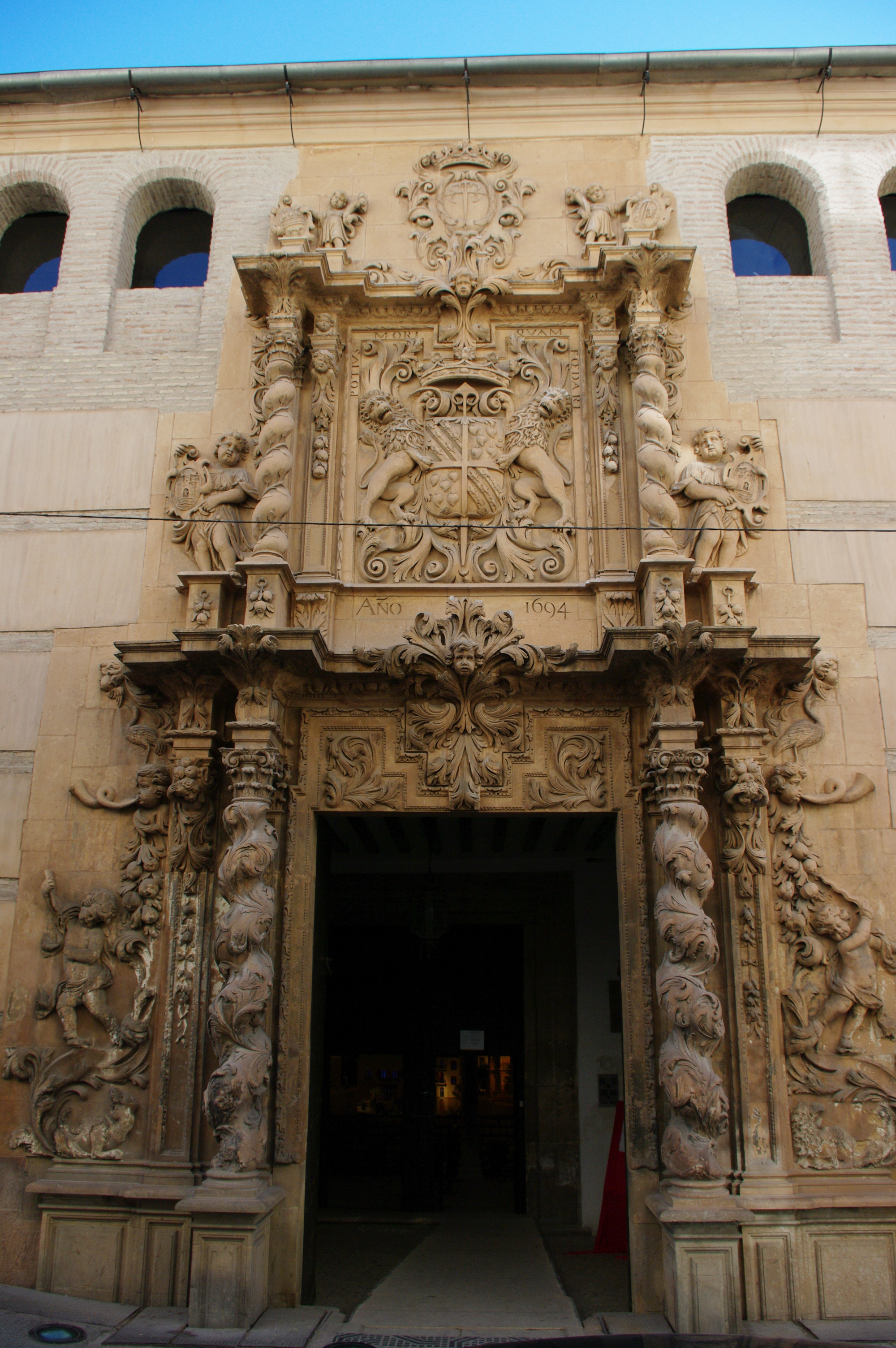
Façana principal del Palau Guevara.

En la façana el que destaca és la portada semblant a un gran retaule barroc, amb quatre columnes salomòniques i blasó central coronat per l'escut de l'Orde de Sant Jaume.

### Pati
El pati ho formen dos arcs en cada costat del quadrat sobre columnes de marbre blanc, conté una decoració a força de motius vegetals, capitosts de nens, escuts i arquitectura simulada. Tot això va ser acabat en 1705 pel picapedrer Pedro Sánchez Foriún, que va deixar la seva signatura en la part posterior d'una de les fulles de la porta principal.

### Interior
L'interior d'aquesta casa-palau conserva alguns ambients suggestius, com el del saló groc o de ball, amb mobiliari del segle xviii -en què destaca el cadirat venecià i un gran mirall de marc tallat-, paviment ceràmic valencià d'igual segle, una capella particular amb una imatge de la Inmaculada d'escola granadina i unes pintures murals de sabor eclèctic de mitjans del segle passat. Quant a mobiliari, són bastant apreciables els bargueños i veladors de diferents estils repartits per la casa, així com un llit de palets tornejats d'estil portuguès.
Una de les coses més importants d'aquest edifici és la col·lecció de pintures en la qual mereixen especial atenció el gran retrat de don Joan de Guevara, la vintena de quadres de Pedro Camacho Felizes, un parell de representacions de la Verge de mà del madrileny José Antolínez i de l'italià Giambattista Salvi, "il Sassoferrato’’, i una bona sèrie de petits retrats dels Madrazo i el seu cercle.

### Estat de conservació
Malgrat haver-se solucionat els greus problemes estructurals i de fonamentació que presentava l'edifici a la fi dels anys 90, algunes de les sales de l'interior de l'immoble es troben en mal estat de conservació, per la qual cosa està previst a la fi de 2009 que comenci una segona fase d'obres de rehabilitació i restauració.

## Horari
L'Horari de visites del palau de Guevara és:
Dilluns a divendres
- Matí: 9:30 a 14:00.
- Tarda: 16:30 a 19:30.

Dissabte i diumenge
- Matí: 11:00 a 14:00